# 馬廠戰鬥
馬廠戰鬥發生於1922年5月2日－4日，地點則是在中國冀東大城县一帶。是北洋政府時期內戰之一，也是直奉戰爭一部份。交戰兩方為直軍東路及奉軍東路。戰鬥結束後，進攻的奉軍東路獲勝，直軍失敗撤守，奉軍佔馬廠。

## 參看
- 北洋政府